# Lorelei (Marvel Comics)
Pour les articles homonymes, voir Lorelei (homonymie).
Lorelei est un personnage de fiction, une super-vilaine appartenant à l'univers de Marvel Comics. Créée par le scénariste et le dessinateur Walter Simonson, elle est apparue pour la première fois dans The Mighty Thor #337, en janvier 1984.
Ce personnage, ennemi du dieu Thor, est basé sur la nymphe Lorelei de la mythologie germanique.

## Biographie du personnage
Lorelei est la sœur d'Amora l'Enchanteresse et maîtrise elle aussi la magie.
Lors de l'invasion d'Asgard par les troupes de Seth, elle est tuée en protégeant Balder. Sa sœur, Amora supplie Hela d'épargner sa sœur, mais ne peut se résoudre à donner sa propre âme en échange.
Lorsque Hela veut utiliser l'armure du Destroyer, c'est l'âme de Lorelei qui en prend possession. Elle se venge de sa captivité puis attaque Balder et Sif ses anciens alliés, jalousant leurs formes humaines. Elle est vaincue et retourne avec les âmes détenues en enfer.
Assistée du dieu grec Hadès, elle restaure les pouvoirs de la Valkyrie dans le corps de Samantha Parrington. Par la suite, Hadès trahit Lorelei, effaçant ses souvenirs et volant sa puissance, pour finalement la transformer elle-même en Valkyrie. Pendant que Samantha était manipulée par le dieu grec pour transformer la Terre en enfer, Nighthawk trouve l'asgardienne et, croyant qu'elle était la véritable Valkyrie, la fait rejoindre les Défenseurs. Quand les héros affrontent Hadès, Lorelei combat Samantha Parrington et recouvre son apparence. Lorelei disparait avec Hadès, après une intervention de Zeus.

## Pouvoirs et capacités
- Lorelei est une Asgardienne. Ses tissus denses la protègent des balles et sa force lui permet de soulever 20 t.
- Douée pour la sorcellerie, à un niveau inférieur de celui d'Amora, sa sœur. Elle pratique essentiellement l'enchantement et la séduction.
- Elle utilise l'énergie mystique pour se téléporter, quitter son corps et posséder celui d'autrui, ou des formules alchimiques pour créer des potions.
- D'un simple baiser, elle peut changer les hommes en pierre.
- Bien que n'aimant pas le combat physique, elle sait se servir d'une épée ou d'une lance.

## Apparitions dans d'autres médias
Sauf indication contraire, les informations mentionnées dans cette section peuvent être confirmées par la base de données cinématographiques IMDb,  présente dans la section « Liens externes ».

### Télévision
Interprétée par Elena Satine dans l'univers cinématographique Marvel
- 2012 : Marvel : Les Agents du SHIELD (série télévisée) – Lorelei s'est échappée d'Asgard après l'attaque des Elfes noirs[5]. Elle arrive sur Terre pour monter une armée, mais elle est stoppée par Sif et le SHIELD. Lorelei n'a pas été revue depuis. Elle est présumée avoir été évacuée hors de l'écran avec le reste de son peuple avant la Destruction d'Asgard, (causée par Surtur qui mourra peu après avoir tué Hela), et survivre à l'attaque de Thanos et du Cercle Noir qui tueront la moitié des Asgardiens restants. Après la mort de Thanos, du Cercle Noir et de toute son armée lors de la Bataille de la Terre, Lorelei est présumée toujours prisonnière et se trouver sur la Nouvelle Asgard sur Terre.